# Plosko-Taranivka, Peatîhatkî
Plosko-Taranivka (în ucraineană Плоско-Таранівка) este un sat în comuna Bilenșciîna din raionul Peatîhatkî, regiunea Dnipropetrovsk, Ucraina.

## Demografie
Componența lingvistică a localității Plosko-Taranivka
     Ucraineană (100%)
Conform recensământului din 2001, toată populația localității Plosko-Taranivka era vorbitoare de ucraineană (100%).